# Specnaz
Specnaz je naziv za ruske postrojbe posebne namjene. Specnaz je skraćenica od Vojska za specijalne namjene (rus.: Войска специа́льного назначе́ния, latinicom Vojska specialjnogo naznačenija). 
Specnaz je termin označava sve specijalne snage, a prvi Specnaz po kojemu su ostali dobili ime je bio Specnaz GRU, ruske vojno obavještajne službe osnovan 1949. godine.
Povijesno gledano, pojam se odnosio na postrojbe za specijalne operacije koji su bili pod zapovjedništvom Glavne obavještajne uprave GRU (Specnaz GRU). Od tada je termin Specnaz počeo označavati sve postrojbe specijalnih snaga u Rusiji i drugim poslijesovjetskim zemljama.

## Ustroj

### Zapovjedništvo snaga za specijalne operacije KSSO
Zapovjedništvo snaga za specijalne operacije (KSSO) je zapovjedništvo pri Glavnom stožeru Oružanih snaga Ruske Federacije koje zapovijeda Snagama za specijalne operacije (SSO). Zapovjedništvo je osnovano 2013. godine. SSO su aktivne u ratu u Siriji.
- Zapovjedništvo snaga za specijalne operacije (KSSO)
  - Snage za specijalne operacije (SSO)
    - Centar za posebne namjene Senež
    - Centar za posebne namjene Kubinka-2
    - Centar za planinsko ratovanje Terskolj
    - Specijalna zrakoplovna brigada
    - 561. eskadrila za hitno spašavanje

### Glavna obavještajna uprava GRU
Glavna obavještajna uprava GRU zapovijeda Specnazom GRU koji je originalni Specnaz po kojemu su ostali dobili ime. Postrojbe su osnovane 1949. godine. Specnaz GRU se sastoji od osam brigada za specijalne namjene Ruske vojske, četiri mornarička izvidnička središta Ruske ratne mornarice i jedne brigade Zračno desantne vojske.
Ruska vojska:
- 2. samostalna brigada za specijalne namjene
- 3. samostalna gardijska brigada za specijalne namjene
- 10. samostalna brigada za specijalne namjene
- 14. samostalna brigada za specijalne namjene
- 16. samostalna brigada za specijalne namjene
- 22. samostalna gardijska brigada za specijalne namjene
- 24. samostalna brigada za specijalne namjene
- 346. samostalna brigada za specijalne namjene

Ruska ratna mornarica:
- 42. mornaričko izvidničko središte, Vladivostok, Tihooceanska flota
- 420. mornaričko izvidničko središte, Koli, Sjevernomorska flota
- 388. mornaričko izvidničko središte, Sevastopolj, Crnomorska flota
- 561. mornaričko izvidničko središte, Baltisk, Baltička flota

Zračnodesantna vojska:
- 45. samostalna gardijska brigada posebne namjene, Kubinka, Moskva

### Savezna sigurnosna služba FSB
Savezna sigurnosna služba FSB zapovijeda nad tri specijalne grupe koje su zadužene za protuterorističko djelovanje.
Centar za posebne namjene FSB-a (rus. Centar specijalnog naznačenja FSB) službeno je zadužen za borbu protiv terorizma i zaštitu ustavnog poretka Ruske Federacije. CSN FSB sastoji se od 4.000 pripadnika specijalnih snaga u tri operativna odjela:
- Specijalna grupa Aljfa - Uprava "A" (Specgruppa Aljfa)
- Specijalna grupa Vympel - Uprava "V" (Specgruppa Vympel)
- Specijalna grupa Smerč - Uprava "S" (Specgruppa Smerč)
- Regionalne postrojbe FSB-a

### Vanjska obavještajna služba SVR
Vanjska obavještajna služba SVR ima svoju vlastitu tajne specijalne snage poznate kao Zaslon  o kojemu se vrlo malo zna.

### Nacionalna garda Ruske Federacije
Nacionalna garda Rusije osnovana 2016. godine zapovijeda nizom specijalnih postrojbi za unutarnje potrebe.
Službeno ime nacionalne garde je Savezna služba vojske nacionalne garde Ruske Federacije (rus. Федеральная служба войск национальной гвардии Российской Федерации, Federaljnaja služba vojsk nacionaljnoj gvardii Rossijskoj Federacii) ili skraćeno Rosgvardija (rus. Росгвардия, Rosgvardija).
Nacionalna garda je osnovana kako bi objedinila sve specijalne postrojbe u svrhu veće učinkovitosti pred složenim sigurnosnim izazovima. Nacionalna garda je samostalna organizacija koja odgovara izravno Predsjedniku Ruske Federacije.
ODON ili Samostalna divizija operativne namjene (rus. Отдельная дивизия оперативного назначения, Otdeljnaja divizija operativnogo naznačenija) je mobilna divizija za osiguravanje unutarnje sigurnosti Rusije.
OMON ili Mobilni odredi za posebne namjene (rus. Отряд Мобильный Особого Назначения, Otrjad Mobiljnyj osobogo naznačenija) služe kao Interventnna policija i ne smatraju se elitnim postrojbama.
SOBR ili Specijalni odredi brzog odgovora (rus. Специальный Отряд Быстрого Реагирования, Specialnyj otrjad bystrogo reagirovanija), poznatog kao OMSN od 2002. do 2011., koje se sastoje od iskusnijih, bolje obučenih i opremljenih pripadnika i koji djeluju kao Specijalna policija.
Kao dio divizije ODON djeluje 604. Centar za specijalne namjene sa specijalnim postrojbama Rus i Vitjaz.
Specijalne postrojbe Nacionalne garde Rusije se nazivaju odredi za specijalne namjene (отряд специального назначения, OSN):
- Divizija Deržinski (ODON)
- 604. Centar za specijalne namjene: 6. OSN Vitjaz i 8. OSN Rus
- 7. OSN Rosić, Novočerkassk
- 12. OSN Ural, Nižnyj Tagil
- 15. OSN Vjatić, Armavir
- 17. OSN Edelvejs, Mineralne vode
- 19. OSN Ermak, Novosibirsk
- 21. OSN Tajfun, Sosnovka
- 23. OSN Mechel, Čeljabinsk
- 25. OSN Merkuriy, Smolensk
- 26. OSN Bars, Kazan
- 27. OSN Kuzbass, Kemerovo
- 28. OSN Ratnik; Arhangelsk
- 29. OSN Bulat, Ufa
- 30. OSN Svjatogor, Stavropolj
- 33. OSN Peresvet, Moskva
- 34. OSN Skif, Grozni
- 35. OSN Rus, Simferopolj

### Ministarstvo unutarnjih poslova
Savezna služba Ruske Federacije za nadzor nad zloupotrebom droge (Федеральная служба Российской Федерации по контролю за оборотом наркотиков, ФСКН России) ili FKSN ima specijalnu postrojbu OSN GROM.

### Ministarstvo pravosuđa
Ministarstvo pravosuđa ima nekoliko postrojba Specnaza.
Slijedi popis OSN-ova Savezne zatvorske službe:
- OSN Fakel
- OSN Rossy
- OSN Akula
- OSN Ajsberg
- OSN Gjurza
- OSN Korsar
- OSN Rosomaha
- OSN Sokol
- OSN Saturn
- OSN Tornado
- OSN Kondor
- OSN Jastreb
- OSN Berkut
- OSN Grif
- OSN Titan
- OSN Gepard
- OSN Saturn

## Poveznice
- Snage za specijalne operacije (Rusija)
- Specijalne snage Američke vojske
- Zapovjedništvo za specijalne operacije (SAD)
- Zapovjedništvo specijalnih snaga OSRH

## Vanjske poveznice
- YouTube: Spetsnaz u Siriji
- YouTube: Spetsnaz: Oslobađanje Palmire
- YouTube: Spetsnaz (dokumentarni film)
- Internetski portal koji se bavi Specnazom  Arhivirana inačica izvorne stranice od 18. rujna 2012. (Wayback Machine)